# Steve Quailer
Steve Quailer (né le 5 août 1989 à Arvada dans le Colorado aux États-Unis) est un joueur de hockey sur glace qui évolue au poste de centre.

## Biographie
Né à Arvada dans le Colorado aux États-Unis le 5 août 1989, Steve Quailer a joué une saison en United States Hockey League, après laquelle il est repêché au 3e tour (86e choix au total) par les Canadiens de Montréal. Il rejoint d’abord les Huskies de l'université du Nord-Est, avec qui il joue dans l'association Hockey East, en 1re division de la National Collegiate Athletic Association. Il manque la totalité de la saison 2009-2010 à cause d’une blessure au genou. Au début de sa dernière saison universitaire, Quailer et son coéquipier Cody Ferriero sont suspendus à cause de violations au règlement interne à l’équipe en fin de saison précédente. Malgré cette mise à pied, il termine meilleur compteur de l’équipe avec 25 points, à égalité avec le Suédois Ludwig Karlsson.
Le 14 juin 2012, il signe son premier contrat professionnel avec les Canadiens de Montréal et commence la saison 2012-2013 avec les Bulldogs de Hamilton en Ligue américaine.

## Statistiques
| Saison    | Équipe                   | Ligue       |    | Saison régulière | Saison régulière | Saison régulière | Saison régulière | Saison régulière |   | Séries éliminatoires | Séries éliminatoires | Séries éliminatoires | Séries éliminatoires | Séries éliminatoires |
| Saison    | Équipe                   | Ligue       | PJ | B                | A                | Pts              | Pun              | PJ               | B | A                    | Pts                  | Pun                  |                      |                      |
| 2007-2008 | Musketeers de Sioux City | USHL        | 60 | 19               | 30               | 49               | 55               | 4                | 1 | 2                    | 3                    | 4                    |                      |                      |
| 2008-2009 | Huskies de Northeastern  | Hockey East | 41 | 10               | 15               | 25               | 12               | -                | - | -                    | -                    | -                    |                      |                      |
| 2010-2011 | Huskies de Northeastern  | Hockey East | 38 | 3                | 10               | 13               | 39               | -                | - | -                    | -                    | -                    |                      |                      |
| 2011-2012 | Huskies de Northeastern  | Hockey East | 26 | 8                | 17               | 25               | 34               | -                | - | -                    | -                    | -                    |                      |                      |
| 2012-2013 | Bulldogs de Hamilton     | LAH         | 64 | 6                | 4                | 10               | 54               | -                | - | -                    | -                    | -                    |                      |                      |
| 2013-2014 | Bulldogs de Hamilton     | LAH         | 12 | 1                | 4                | 5                | 15               | -                | - | -                    | -                    | -                    |                      |                      |
| 2013-2014 | Monarchs de Manchester   | LAH         | 19 | 3                | 3                | 6                | 2                | 4                | 0 | 1                    | 1                    | 5                    |                      |                      |
| 2014-2015 | Steelheads de l'Idaho    | ECHL        | 40 | 6                | 21               | 27               | 22               | 4                | 0 | 0                    | 0                    | 0                    |                      |                      |